# Sparta (Wisconsin)
Sparta – miasto w Stanach Zjednoczonych, w stanie Wisconsin, siedziba administracyjna hrabstwa Monroe.